# Smitten (banda)
Smitten es una banda argentina de punk rock y rock alternativo nacida a mediados de 1994 en Morón, Buenos Aires, creada por el vocalista y segunda guitarra Paulo "Chuk" Funes y el cantante y guitarrista principal Patricio Esteban Castelao, mejor conocido bajo el seudónimo "Patrick Steve". Con un reconocimiento en la escena punk nacional, sonando en varios países de habla hispana como Chile, México y Uruguay como también en su misma nación, realizando diversos shows desde sus comienzos hasta sus últimos años en lugares como Cemento, El Teatro, La Trastienda, entre otros. 
La banda cuenta con nueve álbumes de estudio, dos recopilaciones y un EP en los cuales entregaron composiciones muy variadas con una evolución sonora muy marcada, con obras remarcables como "Nada Para Mí, Nada Para Vos" del álbum En Algún Lugar, "Tu Sonrisa" del álbum Cambia..., entre otras.

## Historia

### Inicios como The Nerds y primeros discos (1994-2000)
Patrick y Chuk, amigos del barrio, comenzaron juntándose en sus respectivas casas para tocar algunos covers, y tiempo después sumaron algunos amigos (Nicolás Garoni, Pablo Molla y Ariel Román), de ahí nació en diciembre del 94, la banda "The Nerds", en febrero de 1995, salen de la banda Nicolás y Pablo y cambian el nombre de la banda a "Smitten" y deciden grabar su primer demo con Chuk en la voz, Patrick en las guitarras y bajo y Ariel en la batería, para junio de ese año hacen su primer concierto en el "Colegio Dorrego de Morón" con una nueva integrante, Luna Gallante en el bajo, aunque a finales de ese año, Luna deja la banda y es remplazada por Marcelo Pessoa, que al final del 96 también se iría de la banda y sería remplazado por Diego Filardo. En el año 1997, graban su primer disco en los estudios "Del Pino Records" con algunos temas reciclados de un demo del 1996 y varios nuevos. En 1998 la banda siguió realizando varias presentaciones y en diciembre de ese año entran en el estudio La Charra, para grabar su segunda producción: "Después del silencio". Este segundo casete también es editado por Better Days Records, por consiguiente comienzan a presentar dicha producción en distintos lugares. El grupo lanza 94-99, en el año 2000, es un compilado de sus trabajos anteriores, editado por AMP DISCOS (Sello Hardcore independiente) a fines de difundir a la banda en el interior y los países limítrofes.

### Rare Love Traxx, Cambia y reconocimiento en el underground (2000-2006)
Ese mismo año registraron Rare love traxx, producido por ellos y Pablo Romero de Árbol. también lo edita AMP DISCOS. "Let me be" (2001) fue un EP editado por el sello de Smitten con seis covers en el cual incluían versiones de The Beatles, Manu Chao, Radiohead y demás. En mayo de 2002 lanzaron "Cambia...", consiguiendo mucha repercusión en la prensa. El corte difusión fue "Sentirme bien", del cual realizan su primer videoclip y gracias a él su número de fanes se fue incrementando.
"22:30", editado en el 2004, es un disco que marca la evolución en el sonido de la banda. Grabado y mezclado en los estudios "Circo Beat" por Gustavo Iglesias y masterizado por Mario Breuer. El primer corte de difusión fue "La mentira". Con este disco lograr llenar varias veces el mítico local Cemento. Fueron aumentando con el tiempo y a la vez extendieron sus fronteras, pues tocaron en Santiago de Chile con gran éxito, a su vez otras provincias y ciudades de Argentina como Corrientes, Córdoba, Mendoza, Rosario, Mar del Plata.En el año 2006 el grupo hace varios Teatros Colegiales (The Roxy) y luego es convocado por Iguana Records, subsello de Sony-BMG, para grabar un disco tributo a Pappo Napolitano: “Pappo Versionado”. En el mismo, la banda colabora con la canción: “Desconfío”, que a su vez se transforma en el corte difusión de dicho material. Debido al gran éxito del cover, el sello ficha a Smitten lanzando así su siguiente disco llamado "Smitten"

### En algún lugar, Puentes y 10 años de 22:30 (2007-2016)
Dos años después regresan con un nuevo trabajo en estudio llamado "En algún lugar", donde se refleja el crecimiento del grupo, con nuevas canciones, arreglos más ambiciosos, pero siempre con el sonido único que los caracteriza. El álbum contiene 14 composiciones que pasan por diferentes climas y velocidades, letras que abarcan desde la reflexión hasta el humor, de la ironía hasta el amor, producidas por Álvaro Villagra. Las canciones que se destacan son: ``Nada para mi, nada para vos´´ (que cuenta con videoclip), "Todas esas cosas", y "Bitácora" (además de un videoclip que contó con fanes como extra). La banda en el 2011 lanzó su nuevo CD Puentes a fines de octubre. El álbum fue grabado en los estudios Abasto Al pasto, fue producido por Walter Pianioli y Pablo Tevez (Los Tipitos) la grabación estuvo a cargo de Diego "Kolo" Taccone (Tecladista de Smitten), la mezcla por Álvaro Vllagra. Puentes tuvo una preproducción que llevó casi dos años. El CD contiene canciones de excelentes melodías como Chica, Tiempo (junto a los tipitos), Llueve sangre (canción que Chuky le dedica a su tía) y las más conocidas y de mayor repercusión, Canción normal y Piano. En los primeros meses de 2014 Smitten toma mucha repercusión en las redes sociales, sobre todo en Facebook y también reeditan dos canciones de sus primeros álbumes, "Más de vos" y "Un lugar" Ese mismo año visitan Chile en un show a público lleno, y también hicieron shows en Ramos Mejía, Temperley, Pilar, Ituzaingo, Marcos Paz, La Rioja, Córdoba, Quilmes, Morón, Tandil, Mar Del Plata, San Justo, San Miguel Del Monte, Martínez, Lanús y Capital Federal (incluyendo lugares como Groove y Niceto Club) dentro de Buenos Aires, conmemorando los 10 años de uno de sus grandes álbumes, 22:30 (2004) El 22 de mayo de ese mismo año sale un adelanto de lo que será uno de los éxitos del próximo CD a estrenar en el 2016, la canción se llama ``Cuando todos duermen´´ y fue escuchada por más de mil personas las primeras horas. Días más tarde le dan a conocer a sus fanes otras dos canciones nuevas llamadas "El rescate" y "Lobo" que también saldrán en el nuevo CD de la banda. Ya en el 2015, trabajado en el nuevo CD, la banda vuelve a Chile para dar tres shows y luego de dar una series de shows por distintos lugares de Buenos Aires, logran debutar en los escenarios aztecas, Smitten llegaría a México para realizar dos shows, uno de ellos un festival con más de mil personas acompañando a la banda argentina, mientras que en el mismo festival tocarían Calle 13 y Molotov, entre otros. En septiembre, la banda confirma que ya tenían el CD nuevo terminado, y que seguramente lo presentarían el año próximo. A mediados de noviembre informan para sus fanes chilenos, que volverían a cruzar la cordillera por segunda vez en el año, a manos del festival Conecta, en el cual irían como una de las bandas principales al igual que Shaila. Por problemas con los permisos entregados por parte de la intendencia se cancela el Festival, pero Smitten y Shaila no cancelarían su cuota pendiente con el público chileno, improvisaron un show en el mismo día, al cual se podía ingresar presentando la entrada del festival. Fue así como llenaron el lugar y sus fanes no se quedaron con las ganas de verlos. Smitten cerraría el año con un show en San Justo junto con bandas como Mentes Saturadas o OffSide.

### La difrencia entre vivir y respirar (2016-2017)
En el 2016 anuncian que para abril saldría el nuevo disco, tras aproximadamente dos años de preparación. En fines de marzo dan a conocer lo que será la carátula del nuevo CD "La diferencia entre vivir y respirar", junto con un pequeño adelanto de su nuevo corte "Al costado". Finalmente en la noche del 4 de abril dan a conocer en un video lyrics el primer corte del nuevo disco "Al Costado". La canción en su primer día recibió varias visitas. Ese mismo mes presentaron el disco en La Trastienda con entradas agotadas. El segundo corte del álbum es la canción: Nada que ver y en su videoclip se pueden ver imagines de Smitten durante los últimos 10 años, grabando discos y de gira por Argentina, Chile y México.

### Separación (2018)
En el 2017, tras el festejo de sus 22 años de trayectoria, el 22 de diciembre se presentan por segunda vez en Uniclub, y ese sería su último show. 
En abril de 2018 la banda comunicó mediante sus redes sociales que decidieron parar de tocar por tiempo indeterminado.

## Discografía
- Oscuro cielo (1997) Casete Demo
- Después del silencio (1999) Casete Demo
- 94-99 (2000) CD
- Rare love traxx (2001) CD
- Let me be (2001) EP
- Cambia... (2002) CD
- 22:30 (2004) CD
- Best songs collection 94-01 (2005) CD
- Smitten (2006) CD
- En Algún Lugar (2008) CD
- Puentes (2011) CD
- La diferencia entre vivir y respirar (2016) CD

## Videoclips
- Esta marea (1999, inédito)
- Solo faltas vos (2000, inédito)
- Sentirme bien (2002)
- The Fashion (2003)
- La mentira (2004)
- Excusas (2004)
- Sabes (2005)
- Desconfío (2006)
- Dame (2006)
- 23 de abril (2007)
- Más de nada
- Todas esas cosas (2008)
- Nada para mí, nada para vos (2008)
- Bitácora (2009)
- Piano (2011)
- Canción normal (2012)
- Tu sonrisa (2012)
- Más de vos (2014)
- Nada que ver (2017)

## Formación

#### Miembros fijos:
- Paulo "Chuk" Funes, voz (1994-2018) guitarra rítmica (1994, 1997-2018)
- Patricio Esteban "Patrick Steve" Castelao, guitarra principal y voz (1994-2018)
- Diego "Kolo" Taccone, teclado (2003-2013) bajo (2013-2018) [7]
- Emiliano "Mili" Pilaria, batería (1999-2018) [1]

#### Miembros anteriores:
- Nicolás Garoni (1994-1995)
- Pablo Molla (1994-1995)
- Ariel Román, batería (1994-1999)
- Luna Galante, bajo (1995)
- Marcelo Pessoa, bajo (1996)
- Diego Filardo, bajo (1997-2006)
- Pablo "Chicho" Ciccollalo, bajo (2006-2013) [7] [1]

## Otras participaciones
- Pappo Versionado (2006) (Tributo a Pappo Napolitano) CD

(Smitten - Desconfío)
- ¡Gieco querido! Cantando al león (2008) (Tributo a León Gieco) CD

(Smitten - La mamá de Jimmy)